# Calca di Halloween di Seul
La calca di Halloween di Seul (이태원압사사고?, 梨泰院壓死事故?, Itaewon apsa sagoLR, It’aewŏn apsa sagoMR) è stato un evento mortale verificatosi la sera del 29 ottobre 2022, durante i festeggiamenti per la serata di Halloween in corso nel quartiere di Itaewon, a Seul, Corea del Sud. Nella calca sono morte almeno 158 persone decedute per  arresto cardiaco e rimaste successivamente schiacciate nella folla, mentre altre 196 sono rimaste ferite.
Si tratta, in termini di vittime, del peggiore disastro in Corea del Sud dal naufragio del Sewol nel 2014, che uccise 306 persone, nonché del disastro in Corea del Sud con il maggior numero di persone coinvolte dal crollo del centro commerciale Sampoong nel 1995, quando morirono 502 persone e ne rimasero ferite 937.

## Antefatti
Il quartiere di Itaewon, situato nel centro di Seul, è un frequentato luogo della movida, in quanto la zona ospita numerose discoteche e bar. Si trattava inoltre della prima festa di Halloween a cui era possibile partecipare senza l'obbligo di indossare mascherine e di distanziamento sociale dallo scoppio della pandemia di Covid-19. All'evento presero parte circa 100.000 persone, in gran parte giovani.

## Incidente
Già prima dell'inizio della calca, la polizia aveva riscontrato problemi a controllare la folla. L'estrema densità delle persone nei vicoli aveva già fatto sì che vi fossero già state 10 chiamate al 112 effettuate da persone con difficoltà respiratorie.
La calca si è verificata alle 22:15 ora locale (UTC+9, le 14:15 italiane), lungo un vicolo vicino alla seconda uscita della stazione della metropolitana di Itaewon. Il vicolo in cui è avvenuta la strage, in discesa e stretto, si incrocia con Itaewon-ro, la strada principale del quartiere. Le persone in cima alla strada sono cadute sopra quelle sotto. Essendo lungo soli 45 metri e largo 4, ha impedito l'accesso anche ai servizi di emergenza.

## Soccorsi
A seguito delle chiamate effettuate ai vigili del fuoco alle 22:15, sono state immediatamente inviate quattro ambulanze. A causa della grande folla, le ambulanze hanno impiegato però oltre un'ora a raggiungere la scena dell'incidente. I video sui social media mostrano che le persone erano così ammassate che i soccorritori non erano in grado di liberarli, ritardando i soccorsi.
Man mano che la strada è stata liberata e la folla dispersa, sono emerse dozzine di persone riverse a terra prive di sensi. Personale sanitario, polizia, passanti e sopravvissuti hanno eseguito le manovre di rianimazione cardio-polmonare sulle persone incoscienti.
Altre 83 ambulanze sono arrivate sul posto fino alle 23:45. La ricezione del telefono e di Internet nella zona è temporaneamente andata fuori servizio a causa del sovraffollamento della rete.
Molte delle vittime sono state trasportate all'ospedale universitario di Soonchunhyang vicino a Itaewon. Un messaggio di emergenza è stato inviato ai telefoni cellulari localizzati nel distretto di Yongsan esortando le persone a tornare immediatamente nelle proprie abitazioni a causa di un "incidente vicino all'Hamilton Hotel di Itaewon". Le autorità locali hanno affermato che il personale di emergenza inviato sul posto è consistito in 848 persone, pari all'intero personale disponibile a Seul e a 346 vigili del fuoco provenienti dal resto del paese. Insieme alle autorità coreane, sono intervenuti anche membri della polizia militare statunitense, che si trovavano in zona per un giro di ricognizione in affiancamento alla polizia sudcoreana.
Anche dopo che la scena è stata chiusa dalla polizia, i bar sono comunque rimasti aperti. Ignare dell'incidente in corso, molte persone hanno continuato a festeggiare.

## Vittime
| Nazionalità   | Vittime |
| ------------- | ------- |
| Corea del Sud | 133     |
| Iran          | 5       |
| Cina          | 4       |
| Russia        | 4       |
| Giappone      | 2       |
| Stati Uniti   | 2       |
| Australia     | 2       |
| Austria       | 1       |
| Francia       | 1       |
| Kazakistan    | 1       |
| Norvegia      | 1       |
| Sri Lanka     | 1       |
| Thailandia    | 1       |
| Uzbekistan    | 1       |
| Vietnam       | 1       |
| Totale        | 159     |

La polizia ha affermato che ci sono stati almeno 159 morti. Tra i morti c'erano 26 stranieri di cittadinanza australiana, austriaca, cinese, francese, iraniana, giapponese, kazaka, norvegese, russa, cingalese, thailandese, statunitense, uzbeka e vietnamita. Quattro vittime erano adolescenti, 95 persone sulla ventina, 32 sulla trentina, 9 sulla quarantina e 13 devono ancora essere identificate.
Almeno altri 197 sono stati i feriti, di cui 24 in gravi condizioni.

### Identificazione delle vittime
Il giorno successivo sono state presentate altre 4.024 denunce di persone scomparse.
Nel pomeriggio del 30 ottobre era stato identificato circa il 90 per cento delle vittime. Il restante 10 percento (12 corpi) era di adolescenti locali o cittadini stranieri. I funzionari hanno affermato che inizialmente era difficile identificare i defunti a causa dei loro costumi di Halloween e perché molti non avevano i documenti con sé.

## Reazioni
Il presidente Yoon Suk-yeol ha partecipato a un briefing di emergenza. Con un messaggio alla nazione la mattina seguente, ha affermato che il governo avrebbe rivisto le norme sulla sicurezza negli eventi pubblici.
Il presidente Yoon ha dichiarato un periodo di lutto nazionale fino al 5 novembre, ordinando alle bandiere degli edifici governativi e degli uffici pubblici di sventolare a mezz'asta. Il sindaco di Seul, Oh Se-hoon, che era in viaggio in Europa al momento dell'incidente, ha fatto immediato rientro.

### Cordoglio internazionale
Molti leader e ministri mondiali hanno espresso le loro condoglianze, tra cui il presidente degli Stati Uniti Joe Biden, il primo ministro britannico Rishi Sunak, il primo ministro australiano Anthony Albanese, il primo ministro canadese Justin Trudeau, il presidente francese Emmanuel Macron, il cancelliere tedesco Olaf Scholz, il presidente di Singapore Halimah Yacob, cinese Il Presidente Xi Jinping, il Primo Ministro giapponese Fumio Kishida, il Presidente dell'Indonesia Joko Widodo, il Ministro degli Esteri indiano S. Jaishankar, il Ministro degli Esteri malese Saifuddin Abdullah, il Primo Ministro italiano Giorgia Meloni, il Presidente del Messico Andrés Manuel López Obrador, il Ministero degli Affari Esteri di Turchia, e il Primo Ministro polacco Mateusz Morawiecki.